# Diadochia
Diadochia is een geslacht van vlinders van de familie uilen (Noctuidae), uit de onderfamilie Hadeninae.

## Soorten
- D. saca Püngeler, 1914
- D. stigmatica Wiltshire, 1985